# Baie de Bombetoka
La baie de Bombetoka est une baie de Madagascar formée par l'estuaire de la Betsiboka alors qu'elle se jette dans le canal du Mozambique.

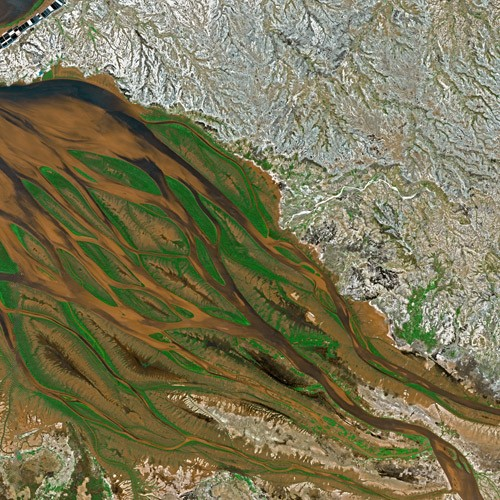
Image satellite de la baie de Bombetoka.

## Problèmes environnementaux
Le transport de sédiments en suspension dans la baie de Bombetoka a considérablement évolué au cours des 30 dernières années, avec une augmentation spectaculaire de la quantité de sédiments déplacés par le fleuve Betsiboka, et déposés dans l'estuaire et dans les lobes deltaïques au large. 
Ces changements ont affecté l'agriculture, la pêche et le transport de Mahajanga où les grands navires n'accostent plus, et presque complètement anéanti le trafic de chalands vers Marovoay et Ambato-Boeny, ports fluviaux en amont
.